# Cylindraspis indica
A Cylindraspis indica a hüllők (Reptilia) osztályába és a teknősök (Testudines) rendjébe, a szárazföldi teknősfélék (Testudinidae) családjába tartozó kihalt faj.

## Előfordulása
A közigazgatásilag Franciaországhoz tartozó, az Indiai-óceán területén található Réunion szigetén volt honos.

## Kihalása
Feltehetően a vadászat okozta kihalását 1800 körül.